# コパイバ

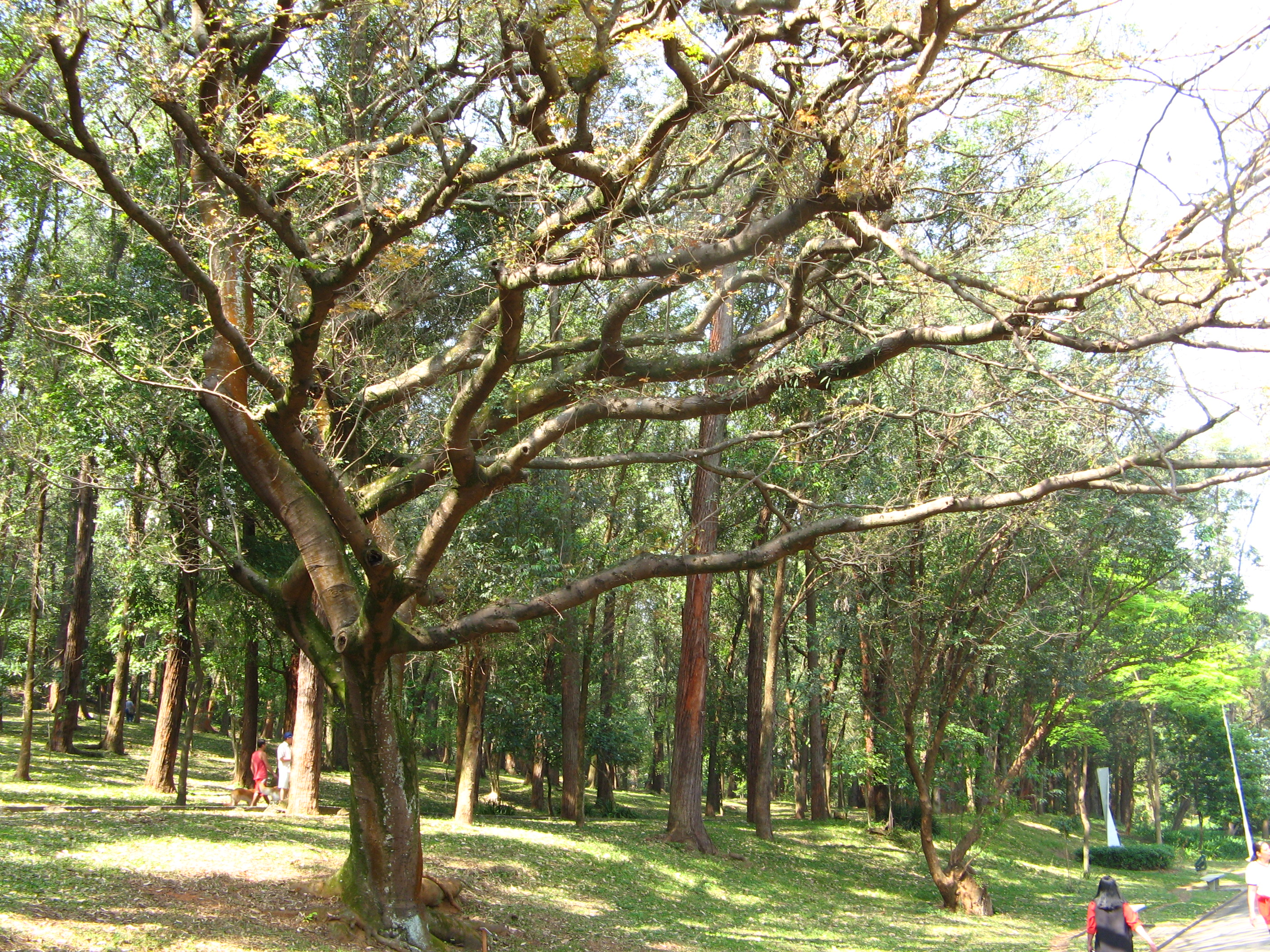
サンパウロの公園に生えるCopaifera langsdorffii

コパイバ(Copaiba)は、南アメリカ原産のマメ科コパイフェラ属の幹から得られるオレオレジンである。濃厚で透明な滲出物で、色は、樹脂と精油の比率によって、明金色から暗茶色まで様々である。ワニスやラッカーの製造に用いられる。
バルサムを水蒸気蒸留すると、コパイバ油が得られる。コパイバ油は無色から明黄色の液体で、特徴的なバルサム臭と芳香があり、味は若干苦く辛い。油は、主にβ-カリオフィレンを主成分とするセスキテルペン炭水化物から構成される。また、かなりの量のα-ベルガモテン、α-コパエン、β-ビサボレンを含む。コパル酸の主要な材料でもある。
コパイバは、エチオピア区及び南北アメリカ原産のマメ科植物の数種の木の一般名である。

## 利用

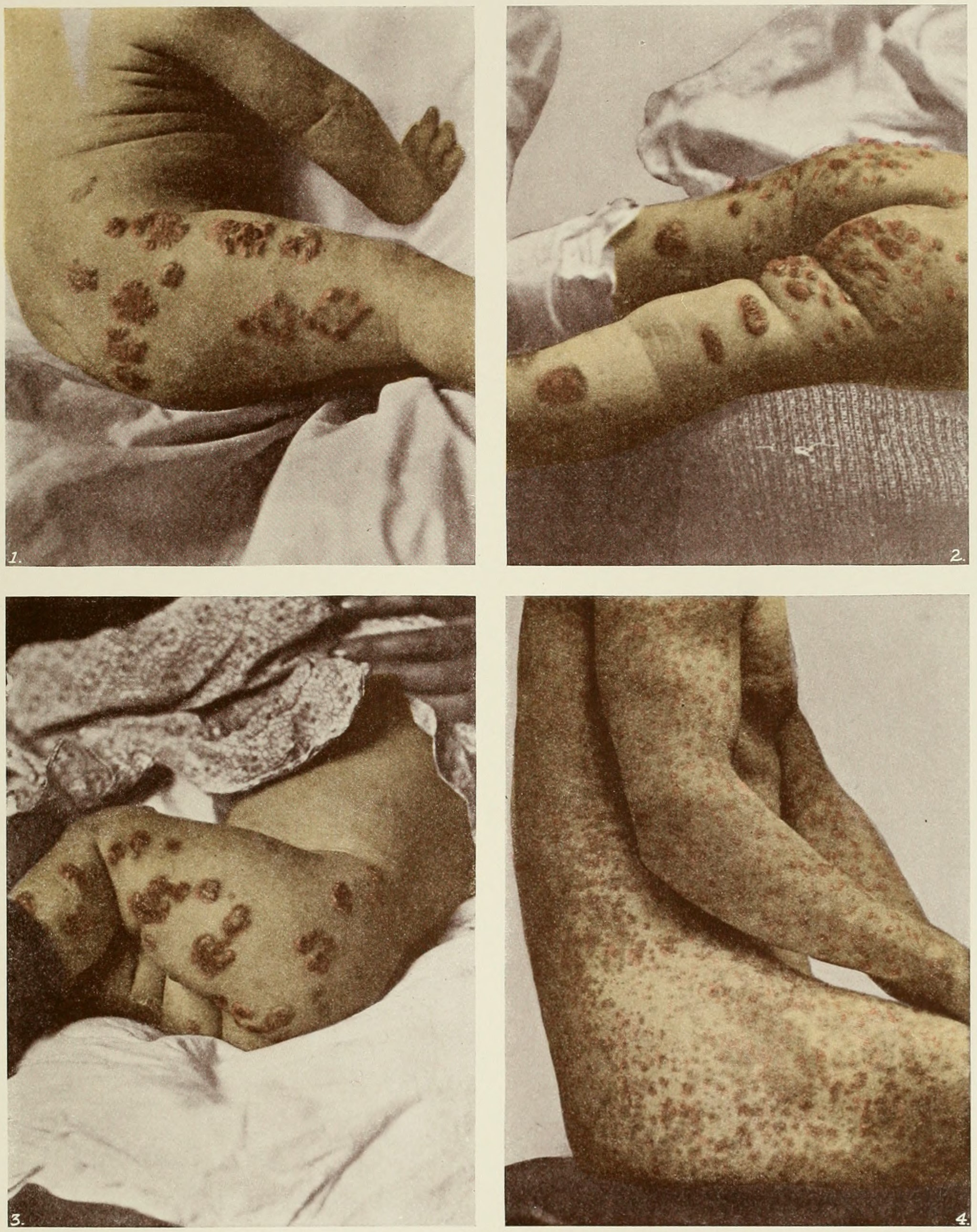
コパイバに対する皮膚炎反応

コパイバは、12,000 L/haという高収率であることから、バイオディーゼルの原料として特に注目されている。樹脂は立木から採取され、各々の木は1年間に約40 Lを生産する。
抽出されたコパイバは、16世紀から、ブラジルの北部及び北東部の原住民の伝統医学に用いられている。民間療法薬は、様々な病気の治療のため、経口摂取されたり、軟膏として用いられる。パナマでは、ヤビサ族は、知識を与え呪いを払うために、樹脂と蜂蜜を混ぜたものを新生児に与える。ペルーのイキトス付近のアマゾンでは、昆虫忌避剤としても用いられている。バルサム及びその精油は、石鹸や香水の定着剤として用いられる。
コパイバは、油絵や陶器の絵付け等の画材としても用いられる。岩絵具では、材料を混合し釜入れ前の陶器に付着させるため、コパイバ、テレピン油、ラベンダーから作るメディウムを用いる。コパイバは、接着と光沢の質の両方が向上する油絵具の良いメディウムになる。

## 産業と商品
コパイバの生産は、ブラジルの精油-樹脂生産業の約95%を占め、アマゾンにとって社会的な重要性を持つ。アマゾンでの年間生産量は、500トンと推定される。精油やカプセルの形の商品は、伝統的また後半な用途への重要により生産が拡大し、アメリカ合衆国、フランス、ドイツを含む各国に輸出されている。
食品用公定化学品集では、コパイバ油を食品用の香料として安全と掲載している。コパイバ油の経口や経皮での急性半数致死量は、1kg当たり5g以上であり、毒性無しと分類される。